# ZébullO
ZébullO est le nom du système de vélos électriques en libre-service mis en place à  Reims et exploité par la Société d'économie mixte Champagne Parc Auto (CPA).
Ce système a été mis en service en juin 2019 et succède à Gobee bike. 
Après avoir débuté sur Reims avec 5 stations et 30 vélos, le réseau des stations s’est agrandi et ses implantations sur l’ensemble de l’agglomération de Reims sont au nombre de 45 pour une flotte de 220 vélos à assistance électrique.

## Historique de la location de vélo à Reims
Le 6 novembre 2017, Gobee Bike lance son service de vélos partagés en "free floating". Les vélos étaient accessibles via une application et n’étaient pas rattachés à une station mais géocalisables. En quelques mois le service a dû être arrêté victimes d'incivilités et d’un manque de réactivité dans les réparations.
Le 7 juin 2019 début la phase test de Zébullo qui arrive à Reims avec 30 vélos répartis sur Cinq stations.
En septembre 2019, l’offre est étendue avec 120 vélos pour dix stations.

## Système
C'est l'entreprise nantaise Écovélo qui a fourni la solution à la Société d'économie mixte Champagne Parc Auto (CPA) qui en assure l’exploitation.
La spécificité du système repose sur des stations qui peuvent être implantées sans travaux de génie civil. Ces stations peuvent même être implantées ou démontées temporairement pour faire face à des besoins temporaires.
Les vélos utilisés misent plus sur la robustesse et la facilité d’entretien que sur l’esthétique.
Le service n’est pas couplé avec un modèle publicitaire comme ceux gérés par JCDecaux ou Clear Channel.
Contrairement au système de Gobee bike, les vélos ZébullO doivent être ramenés dans une station en fin d’utilisation pour mettre fin à la facturation au temps.

## Construction/ entretien
La fabrication des vélos est assurée en France par l’entreprise Arcade dans son usine à la Roche-Sur-Yon.
Depuis juillet 2020, Champagne Parc Auto fait appel à l'association Vél'Oxygène pour le swap des batteries. L'entretien et la réparation est assuré en interne chez Champagne Parc Auto.

## Le réseau des points de location
En constante évolution l'offre détaillée figure sur le site de Champagne Parc Auto.
Les stations "éphémères" figurent également sur le site

## Tarifs
Le tarif est basé à la minute.
Pour une utilisation occasionnelle il faut compter 0,10 € par minute.
Les forfaits semaine (7 €), mois (25 €) ou année complète (100 €) permettent de bénéficier des 15 premières minutes offertes à chaque trajet (nombre de trajets illimités sur la période choisie) puis (si dépassement) 0,05 € par minute supplémentaire.
Un forfait « escapade » est aussi proposé contre 15 € pour un trajet unique de 2 heures, puis 1,50 € par demi-heure supplémentaire.

## En images

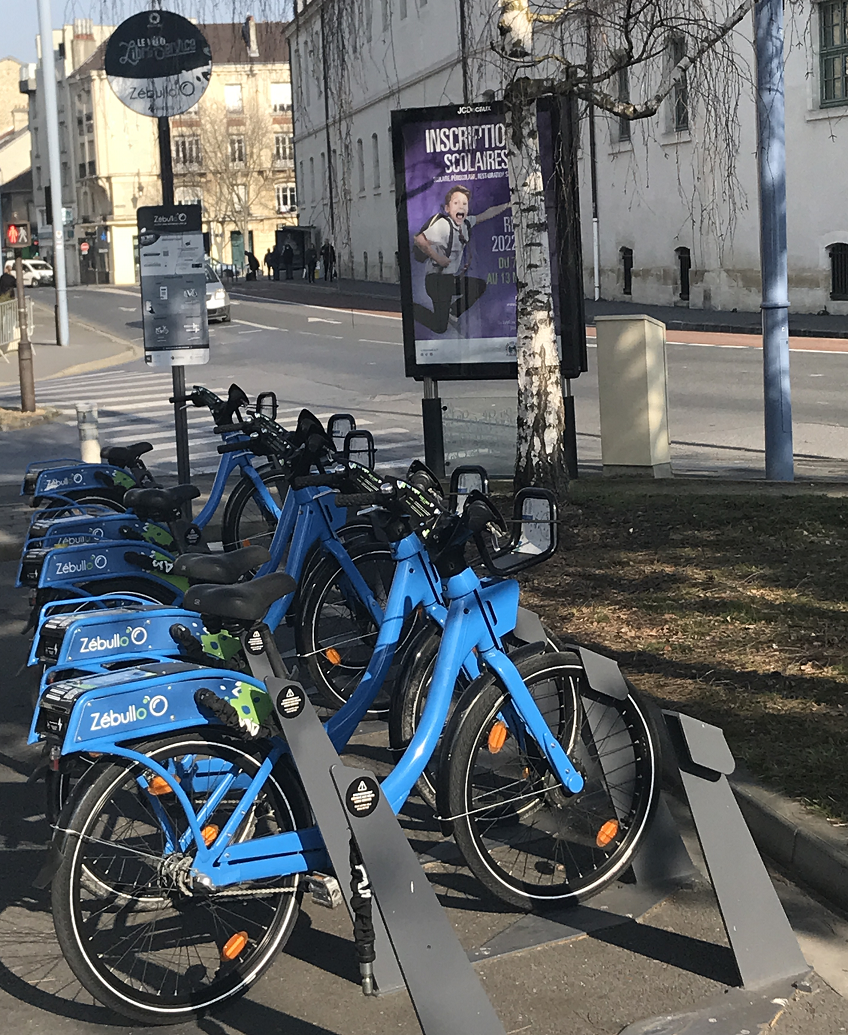
Station Zébullo ;
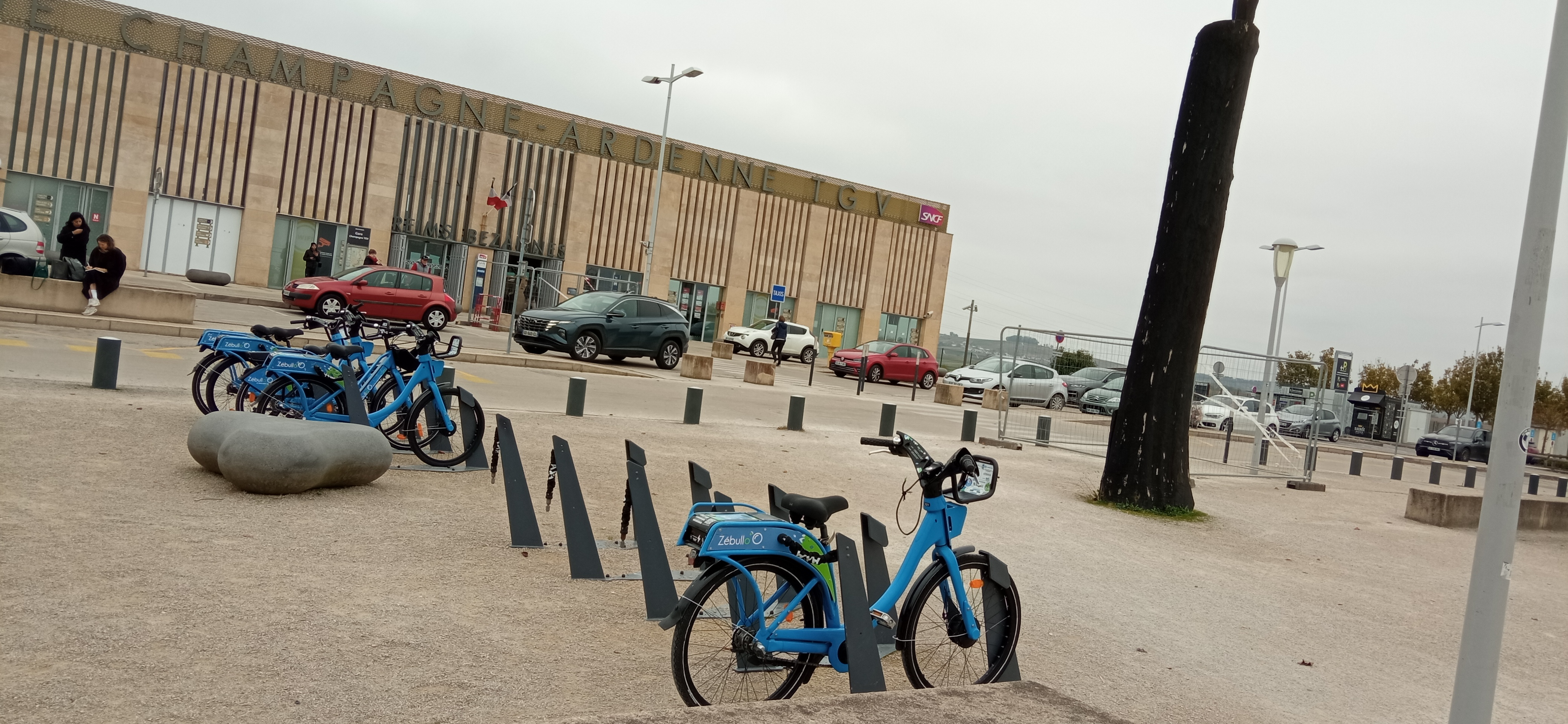
à la Gare de Champagne-Ardenne TGV ;
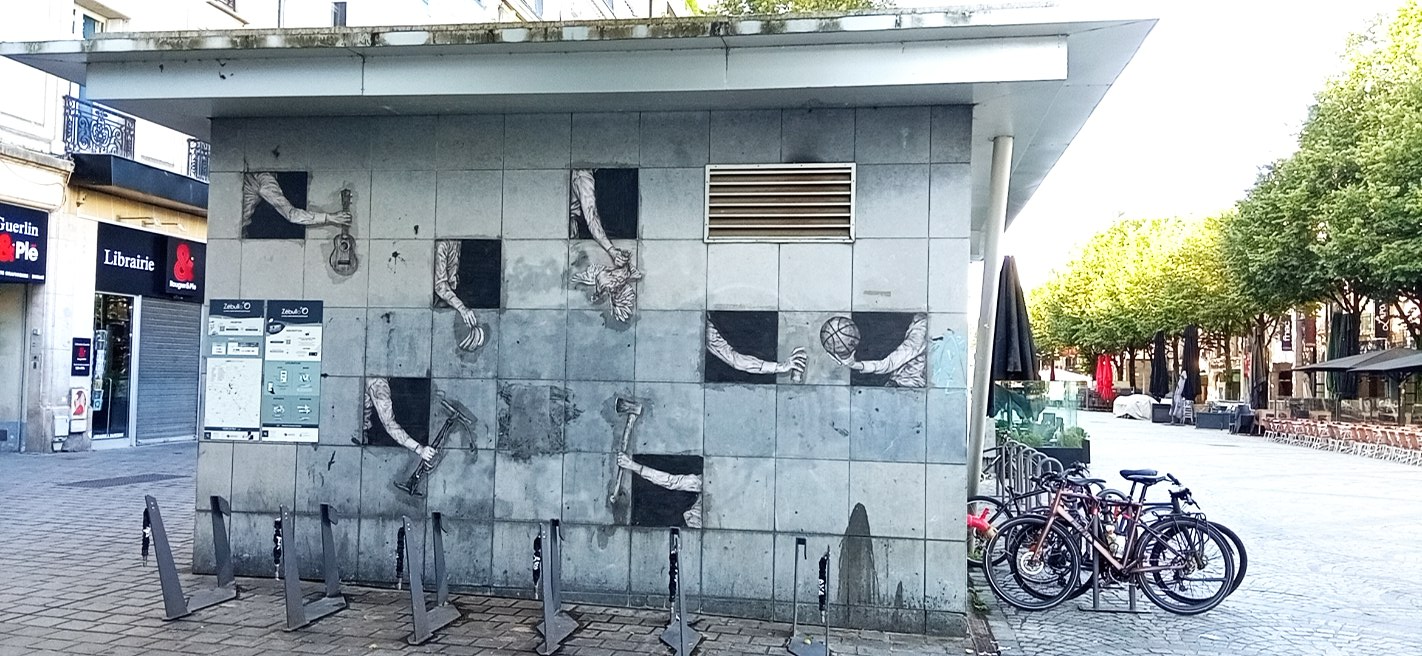
une autre vide place Drouet d'Erlon.